# 春は御婦人から
『春は御婦人から』（はるはごふじんから）は、1932年（昭和7年）1月29日公開の日本映画である。松竹キネマ製作・配給。監督は小津安二郎。モノクロ、スタンダード、サイレント、74分。
1931年（昭和6年）11月頃から断続的に撮影していた『大人の見る繪本 生れてはみたけれど』が子役の怪我で一時撮影中止となり、その間の同年12月から翌年1月にかけて、新人俳優の城多二郎を起用して撮影した作品である。現存するのは脚本のみで、ネガおよびプリントは失われている。

## あらすじ
学生の加藤は支払いを迫る洋服屋の坂口から逃れるために、恋人のまさ子を、彼女が働いている喫茶店に残したまま立ち去る。だが、坂口に見つかり、加藤は試験の身代わりになってくれれば代金を払うと言う。しかし、坂口は試験に完全に失敗する。加藤はがっかりするが、喫茶店で恋人ともう一年過ごせると思い、元気を取り戻す。一方、加藤の友人吉田も坂口に借金があるが、その坂口の妹美代子に出会う。そして、坂口は支払いを期待して吉田に就職を世話してやるが、やはり踏み倒されてしまい、やけっぱちになった彼は道行く学生たちに請求書を突きつけるのだった。ラストに「春はご婦人から、借金はまず後回し」の皮肉な字幕が出て終わる。

## スタッフ
- 監督：小津安二郎
- 脚本：池田忠雄　柳井隆雄
- 原案：ジェームス・槇（小津安二郎）
- 撮影: 茂原英雄

## キャスト
- 吉田：城多二郎
- 加藤：斎藤達雄
- 美代子：井上雪子
- まさ子：泉博子
- 坂口洋服店主：阪本武
- 岡崎商事会社社長：谷麗光